# Köyliö
Köyliö (Sueco: Kjulo) era un municipio de Finlandia. Köyliö fue fusionado con el municipio de Säkylä el 1 de enero de 2016.
El mismo se localizaba en la provincia de Finlandia Occidental y formaba parte de la Región de Satakunta. Su población de Köyliö era de 2,665 (junio de 2015) y cubría un área de tierra de 246.06 km². La densidad de población era de 10.8307/km².
El municipio era monolingüista y su idioma oficial era el finlandés.
Se dice que el villano Lalli asesinó al obispo inglés Enrique de Upsala en el hielo del Lago Köyliö en 1155, durante la Primera cruzada sueca a Finlandia. Una estatua a Lalli fue construida en Köyliö en 1989.

## Ciudades hermanadas
Antes de la fusión con Säkylä en 2016, Köyliö estuvo hermanado con:
- Nora (1944)  Suecia
- Kõo (1991)[4]  Estonia
- Fladungen (1996)  Alemania